# Vitalij Evgen'evič Aksёnov
Vitalij Evgen'evič Aksёnov (Rostov sul Don, 21 marzo 1931 – San Pietroburgo, 16 ottobre 2020) è stato un regista sovietico.

## Filmografia parziale

### Regista
- Sinie zajcy ili Muzykal'noe putešestvie (1972)
- Kak stat' zvezdoj (1986)